# Gęstość widmowa mocy promienistej
Gęstość widmowa mocy promienistej – iloraz nieskończenie małej części mocy promienistej {\displaystyle dF_{e}} przypadającej na nieskończenie mały przedział {\displaystyle d\lambda } widma, zawierający daną długość fali {\displaystyle \lambda ,} przez szerokość tego przedziału
{\displaystyle F_{e\lambda }={\frac {dF_{e}}{\lambda }}.}